# Promachus rondanii
Promachus rondanii är en tvåvingeart som beskrevs av H. Oldroyd 1975. Promachus rondanii ingår i släktet Promachus och familjen rovflugor. Inga underarter finns listade i Catalogue of Life.